# Bomarea edulis
Bomarea edulis (Tussac) Herb., também conhecida como "cará-de-caboclo", "jaranganha", "bico-de-nambu" e "salsilla", é uma espécie de planta da família Alstroemeriaceae nativa da região neotropical da América do Sul e Central.
Em algumas localidades é comumente utilizada como alimentação, assim como diurético natural. É observada principalmente como planta ornamental.

## Descrição
B. edulis é uma erva volúvel com caule glabro, podendo atingir até 1,5 metros de altura.
Suas folhas são geralmente oblongas ou oblongo-lanceoladas de ápice acuminado e face abaxial pilosa, chegando até 14 cm de comprimento.
Apresenta inflorescências cimeiras umbeliformes compostas de até 20 cm. As flores são pêndulas, actinomorfas, rosa-esverdeadas ou amareladas, medindo em média 5 cm.
As tépalas externas são oblongas ou obovadas, externamente róseas e internamente verde-rosadas. As tépalas internas são espatuladas, amarelo-esverdeadas interna e externamente.
Sua raiz é tuberosa ovoide, muito utilizada como alimentação e no preparo de diuréticos.